# Rue André-Suarès
La rue André-Suarès est une voie du 17e arrondissement de Paris, en France.

## Situation et accès

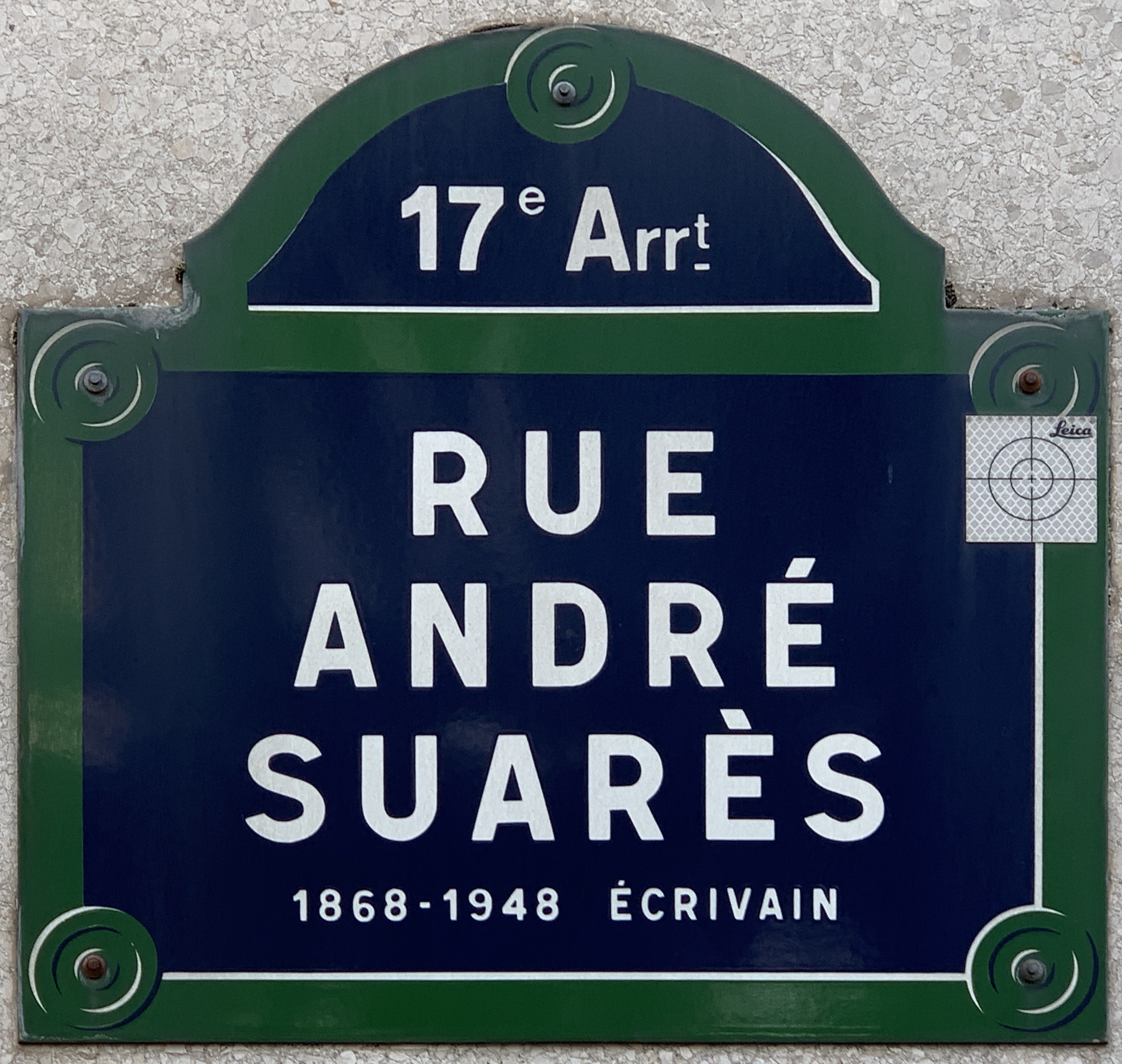
Plaque de la rue.

La rue André-Suarès est une voie publique située dans le 17e arrondissement de Paris. Elle débute au 16, boulevard Berthier et se termine avenue de la Porte-de-Clichy.
La rue est connectée à la rue du Bastion.
Depuis 2017, la rue borde le parvis Robert-Badinter créé devant la Cité judiciaire de Paris.

## Origine du nom

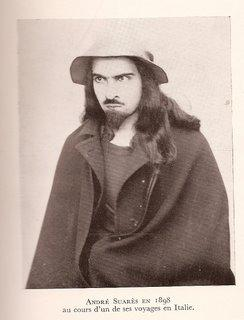
André Suarès en 1898.

Cette voie rend hommage à André Suarès (1868-1948), écrivain français.

## Historique
Cette voie a été créée sous le nom provisoire de « voie AP/17 » et prend son nom actuel le 4 février 1992.

## Bâtiments remarquables et lieux de mémoire
- Ateliers Berthier
- Tribunal de Paris
- Maison de l'ordre des avocats